# جیلیان الیانا واترز
جیلیان الیانا واترز (به انگلیسی: Gillian Iliana Waters) (متولد ۱۶ ژانویهٔ ۱۹۷۵) بازیگر آمریکایی است. او به عنوان دانشجوی افتخاری در دانشگاه هاوارد حضور یافت و در رشته ارتباطات انسانی و هنرهای نمایشی فارغ‌التحصیل شد. اولین تجربه بازیگری او فیلم عاشق او از ال ال کول جی با همراهی Boyz II Men بود.
او همچنین در کنار همسرش ( مایکل جای وایت) در فیلم سینمایی عقب‌نشینی هرگز: تسلیم‌ناپذیر ایفای نقش کرده است (در نقش میشا کروز) درج شده در تیتراژ با نام جیلیان وایت.